# 합동범
합동범(合同犯)은 2인 이상이 합동하여 죄를 범하는 것이다. 형법에는 특수절도(331조 2항)·특수강도(334조 2항)·특수도주(146조)에 규정이 있으며 형을 가중한다. 합동범에 관하여는 총칙상(總則上)의 공동정범(共同正犯)과 동일하게 해석하고 가중적 공동정범으로서 특별죄라고 이해하는 설, 합동범은 공동정범과 공모공동정범의 이론이 함께 포함되어 있으므로 합동범의 경우에만 공모공동정범이 성립한다는 설도 있으나 합동범을 '2인 이상이 현장에서 공동하여 범한 자'로 해석하고 여기서는 공모공동정범이 성립하지 않는다는 설이 통설이며 판례이다.

## 해당범죄
- 특수절도죄
- 특수도주죄
- 특수강도죄
- 특수강간죄

## 판례
- 폭력행위처벌법 제2조 제2항 제1호의 ‘2명 이상이 공동하여 폭행의 죄를 범한 때’란 수인 사이에 공범관계가 존재하고, 수인이동일 장소에서 동일 기회에 상호 다른 자의 범행을 인식하고 이를 이용하여 폭행의 범행을 한 경우임을 요한다. 폭행 실행범과의 공모사실이 인정되더라도 그와 공동하여 범행에 가담하였거나 범행장소에 있었다고 인정되지 아니하는 경우에는 공동하여 죄를 범한 때에 해당하지 않고, 여러 사람이 공동하여 범행을 공모하였다면 그중 2인 이상이 범행장소에서 실제 범죄의 실행에 이르렀어야 나머지 공모자에게도 공모공동정범이 성립할 수 있을 뿐이다. 따라서 원심이 피고인들에 대하여 폭력행위처벌법위반(공동폭행)죄가 성립한다고 판단한 것에는 위 법이 정하는 ‘공동하여’의 의미에 관한 법리를 오해하여 판결에 영향을 미친잘못이 있다.[1]
- 합동범이 성립하기 위해서는 주관적 요건으로서의 공모와 객관적 요건으로서의 실행행위의 분담이 필요하고 그 공모는 법률상 어떠한 정형을 요구하는 것은 아니어서, 공범자 상호간에 직접 또는 간접으로 범죄의 공동가공의사가 암묵리에 서로 상통하여도 합동범의 공모에 포함된다[2]
- 乙, 丙과 A회사의 사무실 금고에서 현금을 절취할 것을 공모한 甲이 乙과 丙에게 범행도구를 구입하여 제공해주었을 뿐만 아니라 乙과 丙이 사무실에서 현금을 절취하는 동안 범행장소에서 100m 떨어진 곳에서 기다렸다가 절취한 현금을 운반한 경우, 甲은 乙과 丙의 합동절도의 공동정범의 죄책을 진다.[3]
- 합동절도에서도 공동정범과 교사범․종범의 구별기준은 일반원칙에 따라야 하고, 그 결과 범행현장에 존재하지 아니한 범인도 공동정범이 될 수 있으며, 반대로 상황에 따라서는 장소적으로 협동한 범인도 방조만 한 경우에는 종범으로 처벌될 수도 있다[4]

## 성립요건
주관적 요건으로서의 공모와 객관적 요건으로서의 실행행위의 분담이 있어야 하고 그 실행행위에 있어서는 시간적으로나 장소적으로 협동관계에 있음을 요한다.